# Mavis Hee
Mavis Hee (nacida el 27 de septiembre de 1974), cuyo nombre verdadero es Xu Meifeng, también conocida como Xu Meijing, es una cantautora y actriz singapueresa. Ella fue la segunda finalista, Miss Fotogénica y Miss Amistad de Singapur, además Miss Chinatown Pageant en 1992.

## Carrera
Ella lanzó su primer álbum titulado "Knowingly" (明 知道), en agosto de 1994. Después del lanzamiento del cantante y compositor taiwanés, Jonathan Lee, quien la invitó para unirse a su compañía de producción. Sin embargo, Hee rechazó la oferta para que ella pudiera seguir trabajando con su mentor, Chen Jiaming (陈佳明).
Continuó lanzando otros álbumes discográficos. Su álbum debut lanzado en Taiwán titulado, "Regret", le propulsó al estrellato regional. Ella fue etiquetada como la "Heavenly Queen Killer" (o 天后 杀手), por sus ventas impresionantes de sus discos dentro de la categoría del género cantopop. Su álbum más vendido hasta la fecha es, "Living By Night" (都是 夜归人), que ha cosechado una impresionante de ventas con unos 300.000 copias sólo en Taiwán. Tras el éxito, Hee irrumpió en el mercado cantonés competitivo con el lanzamiento de su próximo álbum titulado "Listen Quietly" (静听 精彩 13 首). Este álbum encabezó las listas de ventas en Hong Kong en el "IFPI", durante 3 semanas consecutivas, superando a los cantantes hongkoneses como Andy Lau, Leon Lai y Sammi Cheng. Se convirtió en la primera ciudadana de Singapur tras ganar el premio más popular como cantante femenina en los premios "Hit Metro HK", superando a Faye Wong.
Ella también lanzó un álbum de recopilaciones, "Review 1996-1999", que vendió más de 250.000 copias en Taiwán. Su último álbum lanzado fue "Heelectronic" (静电). Ella se hizo famosa por interpretar sus baladas como  "Regret" (遗憾), "Iron Window" (铁窗), "Living By Night" (都是夜归人), "Sunshine After the Rain" (阳光总在风雨后) y "Moonlight in the City" (城里的月光).

## Discografía
| Fecha de lanzamiento | Título                                                                                    |
| -------------------- | ----------------------------------------------------------------------------------------- |
| August 1994          | - Knowingly 明知道 (Singapur)                                                             |
| December 1995        | - Regret 遗憾 (Singapur & Taiwán)                                                         |
| February 1996        | - Regret 遗憾 (Hong Kong)                                                                 |
| August 1996          | - Knowingly 明知道(PRC, Hong Kong, Taiwán)                                                |
| December 1996        | - Living By Night 都是夜归人                                                              |
| April 1997           | - Listen Quietly 静听精彩13首 (Cantonese & Mandarin)                                      |
| June 1997            | - Sigh of the Wind 风的叹息 (EP in Mandarin)                                              |
| December 1997        | - Spreading 蔓延                                                                          |
| March 1998           | - Cover Myself 好美静 (Cantonese)                                                         |
| September 1998       | - Ex-Friends EP 一场朋友EP (Cantonese)                                                    |
| January 1999         | - Happiness Is Guiltless 快乐无罪                                                         |
| June 1999            | - Review 1996–1999 (Mandarin)                                                             |
| March 2000           | - Heelectronic 静电                                                                       |
| June 2000            | - Coffee Smell EP 咖啡香EP (Mandarin)                                                     |
| May 2001             | - Knowingly 明知道 (Republished by Universal Music Group)                                 |
| February 2001        | - Regret 遗憾 (Republished by Universal Music Group for classical songs)                  |
| April 2002           | - Listen Quietly 静听精彩13首 (Republished by Universal Music Group/Cantonese & Mandarin) |
| December 2002        | - Spreading 蔓延 (Republished by Universal Music Group for classical songs)               |
| October 2003         | - Perfect Compilation 完美静选                                                            |
| September 2007       | - Anna & Anna OST 《留下》 《不知处》                                                     |